# Ачетура
Ачету̀ра (на италиански: Accettura) е село и община в Южна Италия, провинция Матера, регион Базиликата. Разположено е на 770 m надморска височина. Населението на общината е 1945 души (към 2012 г.).